# 500 дней

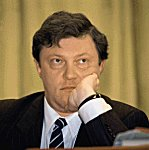
Григорий Явлинский

500 дней  (программа Шаталина — Явлинского) — непринятая программа перехода плановой экономики Советского Союза на рыночную экономику в целях преодоления экономического кризиса 1990 года и реализации «прав граждан на лучшую, более достойную жизнь».
По собственному утверждению академика Шаталина, программа имела «явное признание капитализма».

## Суть программы
Программа содержала принципиально новую экономическую доктрину, по мнению авторов, заключавшуюся в «движении к рынку прежде всего за счёт государства, а не за счёт простых людей», и ставила «задачу: всё, что возможно, взять у государства и отдать людям» (Введение к Программе: Человек, свобода, рынок).
В целом программа содержала следующие предложения:
- приватизация государственной собственности;
- децентрализация управления экономикой;
- переход к свободному ценообразованию;
- предоставление благоприятных условий для развития частного предпринимательства.

Рабочая группа по созданию программы была образована по инициативе и совместному решению М. С. Горбачёва и Б. Н. Ельцина. И, по её признанию, программа не была бы подготовлена без их совместной поддержки.
Часто единоличное авторство программы ошибочно приписывают Григорию Явлинскому — председателю Государственной комиссии по экономической реформе, однако программа была предложена Станиславом Шаталиным и доработана его рабочей группой. Перед началом работы над проектом Горбачёв заверил Шаталина, что серьёзно относится к радикальному реформированию советской экономики.
К 1 сентября 1990 года программа «500 дней» и 20 проектов законов к ней были подготовлены, утверждены Верховным Советом РСФСР и представлены на рассмотрение Верховного Совета СССР.
Одновременно, по поручению председателя Совета Министров СССР Николая Рыжкова, разрабатывался альтернативный проект — «Основные направления развития». Рыжков заявил, что в случае непринятия его он уйдёт в отставку. В качестве компромисса Михаил Горбачёв предложил объединить две программы в единую программу Президента СССР.
В своём анализе разработчики Программы опирались на информацию, полученную из министерств и ведомств по 21 запросу, подписанному академиком Шаталиным. Информацию в полном объёме представили организации СССР: банки — Промстройбанк, Сбербанк, Госбанк, Агропромбанк, Жилсоцбанк; Госкомстат СССР, МИД СССР, Госкомиссия СМ СССР по продовольствию и закупкам.
Некоторые организации её не представили (Госплан СССР, Внешэкономбанк, Министерство обороны СССР, ЦК КПСС, ЦК ВЛКСМ, ВЦСПС), представили частично (Совет Министров СССР) или представили второстепенные материалы (Министерство финансов СССР, Госкомцен СССР) (раздел V Программы).
В заключительной части «Введения» рабочая группа признала, что у «программы есть недостатки, но верит, что окончательную её доработку осуществит уже жизнь. Ограниченный месяцем срок нашей работы, отсутствие важной информации не позволили нам сделать большего».
Программа широко обсуждалась общественностью, и её основные положения — масштабные разгосударствление и приватизация государственного имущества, внешнеэкономические преобразования, реформа ЖКХ, земельная реформа и др. — были позднее, уже после распада СССР, реализованы фактически ввиду отсутствия других концепций реформирования.
Вот как описывалась процедура приватизации в Программе:

 Местные Советы оценивают стоимость торговых предприятий, предприятий службы быта, местной промышленности, мелких и средних предприятий других отраслей. После проведения оценки финансового состояния этих предприятий в печати публикуются их списки с указанием сроков и условий их приватизации. Затем в условиях полной гласности о ходе приватизации начинается продажа нежилых помещений, мелких предприятий… Программа нацелена на то, чтобы люди могли использовать имеющиеся у них деньги для приобретения собственности.

## Этапы
- Первый этап программы (100 дней) предусматривал приватизацию жилья, земли, мелких предприятий, акционирование крупных предприятий. На базе Госбанка СССР создавалась Резервная система.
- Второй этап (150 дней) — либерализация цен.
- Третий этап (150 дней) — стабилизация рынка.
- Четвёртый этап (100 дней) — начало подъёма.

## Авторы
- Алексашенко, Сергей Владимирович
- Баев, Юрий Иванович
- Вавилов, Андрей Петрович
- Григорьев, Леонид Маркович
- Задорнов, Михаил Михайлович
- Мартынов, Владлен Аркадьевич
- Машиц, Владимир Михайлович
- Михайлов, Алексей Юрьевич
- Петраков, Николай Яковлевич
- Фёдоров, Борис Григорьевич
- Шаталин, Станислав Сергеевич
- Явлинский, Григорий Алексеевич
- Ярыгина, Татьяна Владимировна
- Ясин, Евгений Григорьевич

## Оценки
В 2005 году в интервью «Новой газете» экономист-международник академик РАН Олег Богомолов отмечал: «программа Явлинского предусматривала экономический союз республик: единая валюта, единое законодательство, оборона. При этом ликвидировался Совмин, а экономикой управлял совет глав правительств каждой республики. Расширялась их автономия. Это было главной причиной торпедирования программы. Горбачёв пошёл на поводу советского ВПК и отказался от её поддержки». Другие эксперты говорят, что если бы такой план был полностью реализован, то распада СССР не последовало бы и страна вполне могла получить экономику уровня Швейцарии.